# Schwimmweltmeisterschaften 1973
| Medaillenspiegel nach 32 von 37 Entscheidungen nur Becken- und Synchronschwimmen OHNE Wasserspringen und Wasserball | Medaillenspiegel nach 32 von 37 Entscheidungen nur Becken- und Synchronschwimmen OHNE Wasserspringen und Wasserball | Medaillenspiegel nach 32 von 37 Entscheidungen nur Becken- und Synchronschwimmen OHNE Wasserspringen und Wasserball | Medaillenspiegel nach 32 von 37 Entscheidungen nur Becken- und Synchronschwimmen OHNE Wasserspringen und Wasserball | Medaillenspiegel nach 32 von 37 Entscheidungen nur Becken- und Synchronschwimmen OHNE Wasserspringen und Wasserball | Medaillenspiegel nach 32 von 37 Entscheidungen nur Becken- und Synchronschwimmen OHNE Wasserspringen und Wasserball |
| Pl. | Land | Goldmedaille | Silbermedaille | Bronzemedaille | Gesamt |
| --- | --- | --- | --- | --- | --- |
| 1 | USA | 14 | 15 | 6 | 35 |
| 2 | DDR | 12 | 6 | 7 | 25 |
| 3 | Kanada | 1 | 3 | 2 | 6 |
| 3 | Australien | 1 | 2 | 2 | 5 |
| 5 | Ungarn | 1 | 1 | 1 | 3 |
| 6 | Italien | 1 | – | 2 | 3 |
| 7 | Großbritannien | 1 | – | 1 | 2 |
| 7 | Schweden | 1 | – | 1 | 2 |
| 9 | Sowjetunion | – | 3 | – | 3 |
| 10 | Niederlande | – | 1 | 1 | 2 |
| 11 | Frankreich | – | 1 | – | 1 |
| 12 | Japan | – | – | 6 | 6 |
| 13 | BR Deutschland | – | – | 3 | 3 |
| Gesamt | Gesamt | 32 | 32 | 32 | 96 |

Die 1. Schwimmweltmeisterschaften fanden vom 31. August bis zum 9. September 1973 in der jugoslawischen Hauptstadt Belgrad statt. Ausgetragen wurden die Wettbewerbe im Tašmajdan Sportsko-Rekreativni Centar.

## Schwimmen Männer

### Freistil

#### 100m Freistil
| Platz | Land               | Athlet           | Zeit  |
| ----- | ------------------ | ---------------- | ----- |
| 1     | Vereinigte Staaten | James Montgomery | 51.70 |
| 2     | Frankreich         | Michel Rousseau  | 52.08 |
| 3     | Australien         | Michael Wenden   | 52.22 |

#### 200m Freistil
| Platz | Land               | Athlet           | Zeit    |
| ----- | ------------------ | ---------------- | ------- |
| 1     | Vereinigte Staaten | James Montgomery | 1:53.02 |
| 2     | Vereinigte Staaten | Kurt Krumpholz   | 1:53.61 |
| 3     | DDR                | Roger Pyttel     | 1:53.97 |

#### 400m Freistil
| Platz | Land               | Athlet        | Zeit    |
| ----- | ------------------ | ------------- | ------- |
| 1     | Vereinigte Staaten | Rick DeMont   | 3:58.18 |
| 2     | Australien         | Brad Cooper   | 3:58.70 |
| 3     | Schweden           | Bengt Gingsjö | 4:01.27 |

#### 1500m Freistil
| Platz | Land               | Athlet          | Zeit     |
| ----- | ------------------ | --------------- | -------- |
| 1     | Australien         | Stephen Holland | 15:31.85 |
| 2     | Vereinigte Staaten | Rick DeMont     | 15:35.44 |
| 3     | Australien         | Brad Cooper     | 15:45.04 |

### Schmetterling

#### 100m Schmetterling
| Platz | Land               | Athlet          | Zeit  |
| ----- | ------------------ | --------------- | ----- |
| 1     | Kanada             | Bruce Robertson | 55.69 |
| 2     | Vereinigte Staaten | Joe Bottom      | 56.37 |
| 3     | Vereinigte Staaten | Robin Backhaus  | 56.42 |

#### 200m Schmetterling
| Platz | Land               | Athlet           | Zeit    |
| ----- | ------------------ | ---------------- | ------- |
| 1     | Vereinigte Staaten | Robin Backhaus   | 2:03.32 |
| 2     | Vereinigte Staaten | Steve Gregg      | 2:03.58 |
| 3     | DDR                | Hartmut Flöckner | 2:03.84 |

### Rücken

#### 100m Rücken
| Platz | Land               | Athlet         | Zeit  |
| ----- | ------------------ | -------------- | ----- |
| 1     | DDR                | Roland Matthes | 57.47 |
| 2     | Vereinigte Staaten | Mike Stamm     | 58.77 |
| 3     | DDR                | Lutz Wanja     | 59.08 |

#### 200m Rücken
| Platz | Land               | Athlet           | Zeit    |
| ----- | ------------------ | ---------------- | ------- |
| 1     | DDR                | Roland Matthes   | 2:01.87 |
| 2     | Ungarn             | Zoltán Verrasztó | 2:05.89 |
| 3     | Vereinigte Staaten | John Naber       | 2:06.91 |

### Brust

#### 100m Brust
| Platz | Land               | Athlet           | Zeit    |
| ----- | ------------------ | ---------------- | ------- |
| 1     | Vereinigte Staaten | John Hencken     | 1:04.02 |
| 2     | Sowjetunion        | Michail Krjukin  | 1:04.61 |
| 3     | Japan              | Nobutaka Taguchi | 1:05.61 |

#### 200m Brust
| Platz | Land                   | Athlet           | Zeit    |
| ----- | ---------------------- | ---------------- | ------- |
| 1     | Vereinigtes Königreich | David Wilkie     | 2:19.28 |
| 2     | Vereinigte Staaten     | John Hencken     | 2:19.95 |
| 3     | Japan                  | Nobutaka Taguchi | 2:23.11 |

### Lagen

#### 200m Lagen
| Platz | Land                   | Athlet         | Zeit    |
| ----- | ---------------------- | -------------- | ------- |
| 1     | Schweden               | Gunnar Larsson | 2:08.36 |
| 2     | Vereinigte Staaten     | Stan Carper    | 2:08.43 |
| 3     | Vereinigtes Königreich | David Wilkie   | 2:08.84 |

#### 400m Lagen
| Platz | Land               | Athlet          | Zeit    |
| ----- | ------------------ | --------------- | ------- |
| 1     | Ungarn             | András Hargitay | 4:31.11 |
| 2     | Vereinigte Staaten | Rod Strachan    | 4:33.50 |
| 3     | Vereinigte Staaten | Rick Colella    | 4:34.68 |

### Staffel

#### Staffel 4 × 100m Freistil
| Platz | Land               | Athleten                                                       | Zeit    |
| ----- | ------------------ | -------------------------------------------------------------- | ------- |
| 1     | Vereinigte Staaten | Mel Nash Joe Bottom James Montgomery John Murphy               | 3:27.18 |
| 2     | Sowjetunion        | Igor Griwennikow Wiktor Aboimow Wladimir Kriwzow Wladimir Bure | 3:31.36 |
| 3     | DDR                | Roland Matthes Roger Pyttel Peter Bruch Hartmut Flöckner       | 3:32.03 |

#### Staffel 4 × 200 m Freistil
| Platz | Land               | Athleten                                                     | Zeit    |
| ----- | ------------------ | ------------------------------------------------------------ | ------- |
| 1     | Vereinigte Staaten | Kurt Krumpholz Robin Backhaus Richard Klatt James Montgomery | 7:33.22 |
| 2     | Australien         | John Kulasalu Stephen Badger Brad Cooper Michael Wenden      | 7:43.65 |
| 3     | BR Deutschland     | Klaus Steinbach Werner Lampe Peter Nocke Folkert Meeuw       | 7:43.68 |

#### Staffel 4 × 100 m Lagen
| Platz | Land               | Athleten                                                       | Zeit    |
| ----- | ------------------ | -------------------------------------------------------------- | ------- |
| 1     | Vereinigte Staaten | Mike Stamm John Hencken Joe Bottom James Montgomery            | 3:49.49 |
| 2     | DDR                | Roland Matthes Jürgen Glas Hartmut Flöckner Roger Pyttel       | 3:53.24 |
| 3     | Kanada             | Ian MacKenzie Peter Hrdlitschka Bruce Robertson Brian Phillips | 3:56.37 |

## Schwimmen Frauen

### Freistil

#### 100m Freistil
| Platz | Land               | Athletin          | Zeit  |
| ----- | ------------------ | ----------------- | ----- |
| 1     | DDR                | Kornelia Ender    | 57.54 |
| 2     | Vereinigte Staaten | Shirley Babashoff | 58.87 |
| 3     | Niederlande        | Enith Brigitha    | 58.87 |

#### 200m Freistil
| Platz | Land               | Athletin          | Zeit    |
| ----- | ------------------ | ----------------- | ------- |
| 1     | Vereinigte Staaten | Keena Rothhammer  | 2:04.99 |
| 2     | Vereinigte Staaten | Shirley Babashoff | 2:05.33 |
| 3     | DDR                | Andrea Eife       | 2:05.52 |

#### 400m Freistil
| Platz | Land               | Athletin           | Zeit    |
| ----- | ------------------ | ------------------ | ------- |
| 1     | Vereinigte Staaten | Heather Greenwood  | 4:20.28 |
| 2     | Vereinigte Staaten | Keena Rothhammer   | 4:21.50 |
| 3     | Italien            | Novella Calligaris | 4:21.79 |

#### 800m Freistil
| Platz | Land               | Athletin           | Zeit    |
| ----- | ------------------ | ------------------ | ------- |
| 1     | Italien            | Novella Calligaris | 8:52.97 |
| 2     | Vereinigte Staaten | Jo Harshbarger     | 8:55.56 |
| 3     | DDR                | Gudrun Wegner      | 9:01.82 |

### Schmetterling

#### 100m Schmetterling
| Platz | Land  | Athletin         | Zeit    |
| ----- | ----- | ---------------- | ------- |
| 1     | DDR   | Kornelia Ender   | 1:02.53 |
| 2     | DDR   | Rosemarie Kother | 1:02.68 |
| 3     | Japan | Mayumi Aoki      | 1:03.73 |

#### 200m Schmetterling
| Platz | Land               | Athletin         | Zeit    |
| ----- | ------------------ | ---------------- | ------- |
| 1     | DDR                | Rosemarie Kother | 2:13.76 |
| 2     | DDR                | Roswitha Beier   | 2:16.77 |
| 3     | Vereinigte Staaten | Lynn Colella     | 2:19.53 |

### Rücken

#### 100m Rücken
| Platz | Land               | Athletin       | Zeit    |
| ----- | ------------------ | -------------- | ------- |
| 1     | DDR                | Ulrike Richter | 1:05.42 |
| 2     | Vereinigte Staaten | Melissa Belote | 1:06.11 |
| 3     | Kanada             | Wendy Cook     | 1:06.27 |

#### 200m Rücken
| Platz | Land               | Athletin        | Zeit    |
| ----- | ------------------ | --------------- | ------- |
| 1     | Vereinigte Staaten | Melissa Belote  | 2:20.52 |
| 2     | Niederlande        | Enith Brigitha  | 2:22.15 |
| 3     | Ungarn             | Andrea Gyarmati | 2:22.48 |

### Brust

#### 100m Brust
| Platz | Land        | Athletin            | Zeit    |
| ----- | ----------- | ------------------- | ------- |
| 1     | DDR         | Renate Vogel        | 1:13.74 |
| 2     | Sowjetunion | Ljubow Russanowa    | 1:15.42 |
| 3     | DDR         | Brigitte Schuchardt | 1:15.82 |

#### 200m Brust
| Platz | Land               | Athletin       | Zeit    |
| ----- | ------------------ | -------------- | ------- |
| 1     | DDR                | Renate Vogel   | 2:40.01 |
| 2     | DDR                | Hannelore Anke | 2:40.49 |
| 3     | Vereinigte Staaten | Lynn Colella   | 2:41.71 |

### Lagen

#### 200m Lagen
| Platz | Land               | Athletin       | Zeit    |
| ----- | ------------------ | -------------- | ------- |
| 1     | DDR                | Andrea Hübner  | 2:20.51 |
| 2     | DDR                | Kornelia Ender | 2:21.21 |
| 3     | Vereinigte Staaten | Kathy Heddy    | 2:23.84 |

#### 400m Lagen
| Platz | Land    | Athletin           | Zeit    |
| ----- | ------- | ------------------ | ------- |
| 1     | DDR     | Gudrun Wegner      | 4:57.51 |
| 2     | DDR     | Angela Franke      | 5:00.37 |
| 3     | Italien | Novella Calligaris | 5:02.02 |

### Staffel

#### Staffel 4 × 100 m Freistil
| Platz | Land               | Athleten                                                        | Zeit    |
| ----- | ------------------ | --------------------------------------------------------------- | ------- |
| 1     | DDR                | Kornelia Ender Andrea Eife Andrea Hübner Sylvia Eichner         | 3:52.45 |
| 2     | Vereinigte Staaten | Kim Peyton Kathy Heddy Heather Greenwood Shirley Babashoff      | 3:55.52 |
| 3     | BR Deutschland     | Jutta Weber Heidemarie Reineck Gudrun Beckmann Angela Steinbach | 3:58.88 |

#### Staffel 4 × 100 m Lagen
| Platz | Land               | Athleten                                                      | Zeit    |
| ----- | ------------------ | ------------------------------------------------------------- | ------- |
| 1     | DDR                | Ulrike Richter Renate Vogel Rosemarie Kother Kornelia Ender   | 4:16.84 |
| 2     | Vereinigte Staaten | Melissa Belote Marcia Morey Deena Deardurff Shirley Babashoff | 4:25.80 |
| 3     | BR Deutschland     | Angelika Grieser Petra Nows Gudrun Beckmann Jutta Weber       | 4:26.57 |

## Synchronschwimmen

### Solo
| Platz | Land | Athletin        |
| ----- | ---- | --------------- |
| 1     | USA  | Teresa Anderson |
| 2     | CAN  | Jojo Carrier    |
| 3     | JPN  | Junko Hasumi    |

### Duett
| Platz | Land | Athletinnen                     |
| ----- | ---- | ------------------------------- |
| 1     | USA  | Teresa Anderson Gail Johnson    |
| 2     | CAN  | Jojo Carrier Madeleine Ramsey   |
| 3     | JPN  | Masako Fujiwara Yasuko Fujiwara |

### Team
| Platz | Land | Athletinnen                                                                                                   |
| ----- | ---- | --- |
| 1     | USA  | Teresa Anderson Sue Baross Robin Curren Jackie Douglas Gail Johnson Dance Moore Amanda Norish Suzanne Randell |
| 2     | CAN  | |
| 3     | JPN  | |

## Wasserspringen

### Kunstspringen Männer
| Platz | Land | Athlet        |
| ----- | ---- | ------------- |
| 1     | USA  | Phil Boggs    |
| 2     | ITA  | Klaus Dibiasi |
| 3     | USA  | Keith Russell |

### Turmspringen Männer
| Platz | Land | Athlet        |
| ----- | ---- | ------------- |
| 1     | ITA  | Klaus Dibiasi |
| 2     | USA  | Keith Russell |
| 3     | GDR  | Falk Hoffmann |

### Kunstspringen Frauen
| Platz | Land | Athletin       |
| ----- | ---- | -------------- |
| 1     | GDR  | Christa Köhler |
| 2     | SWE  | Ulrika Knape   |
| 3     | GDR  | Marina Janicke |

### Turmspringen Frauen
| Platz | Land | Athletin        |
| ----- | ---- | --------------- |
| 1     | SWE  | Ulrika Knape    |
| 2     | CSK  | Milena Duchková |
| 3     | URS  | Irina Kalinina  |

## Wasserball
| Platz | Land | Athleten |
| ----- | ---- | --- |
| 1     | HUN  | István Szívós junior, Gábor Csapó, Tamás Faragó, László Sárosi, András Bodnár, Zoltán Kásás, Ferenc Konrád, Balázs Balla, István Görgényi                                                             |
| 2     | URS  | Anatoli Akimow, Alexei Barkalow, Alexander Drewal, Andrej Frolow, Alexander Kabanow, Juri Mitjanin, Nugsar Mschwenijeradse, Leonid Ossipow, Witali Romantschuk, Sergej Sewernjew, Wladimir Schmudski, |
| 3     | YUG  | Siniša Belamarić, Ozren Bonačić, Milan Franković, Boško Lozica, Predrag Manojlović, Miloš Marković, Đorđe Perišić, Damir Polić, Ratko Rudić, Gyuro Savinović, Nikola Stamenić                         |